# Medalla per la Valentia Demostrada
La Medalla per la Valentia Demostrada (anglès: Conspicuous Gallantry Medal) (CGM) era, fins al 1993, una condecoració militar atorgada a sots-oficials i tropa de les Forces Armades Britàniques per accions de valentia en acció al mar o volant. Des del setembre de 1942 (en plena Batalla de l'Atlàntic) també va ser atorgada al personal de la Marina Mercant, amb rang de sots-oficial o mariner.
En un principi, la medalla naval s'instituí només per a la Guerra de Crimea, però fou reinstituïda per la Reina Victòria el 7 de juliol de 1874. El 1943, durant la II Guerra Mundial, s'afegí la versió per a la RAF.
Se situa entre la Creu Victòria i la Medalla del Servei Distingit (o les seves equivalents, la Medalla Militar, la Medalla dels Vols Distingits o la Medalla de la Força Aèria); i és equivalent a la Medalla de la Conducta Distingida. És l'equivalent a l'Orde del Servei Distingit atorgada als oficials. Els receptors podien emprar el post-nominal "CGM".
El 1993 va quedar derogada amb l'establiment de la Creu per la Valentia Demostrada.
En cas d'una segona concessió, aquest s'indica mitjançant una barra coberta de llorer.

## Disseny
Una medalla de plata, de 36mm de diàmetre. A l'anvers apareix l'efígie del monarca regnant.
Al revers apareix la inscripció "FOR CONSPICUOUS GALLANTRY" (Per la Valentia Demostrada) en 3 línies, envoltat per una corona de llorer i sota una corona imperial.
A la versió naval, penja d'una cinta blanca amb dues franges blau marí a les puntes.
A la versió de la RAF, la cinta és blau cel amb dues franges blau marí a les puntes.